# Chấn thương
Chấn thương, còn được gọi là tổn thương thể chất, là thiệt hại cho cơ thể do ngoại lực gây ra. Điều này có thể là do tai nạn, ngã, bị đánh, vũ khí sát thương và các nguyên nhân khác. Chấn thương lớn là chấn thương có khả năng gây ra tình trạng khuyết tật kéo dài hoặc tử vong.
Trong năm 2013, 4,8 triệu người chết vì chấn thương, tăng từ 4,3 triệu năm 1990. Hơn 30% số tử vong này là thương tích liên quan đến di chuyển. Trong năm 2013, 367.000 trẻ em dưới 5 tuổi tử vong do chấn thương, giảm từ con số 766.000 của năm 1990. Chấn thương là nguyên nhân gây ra 9% số ca tử vong, và là nguyên nhân tử vong hàng đầu thứ sáu trên thế giới.

## Phân loại

Tỷ lệ tử vong do chấn thương/triệu người vào năm 2012
203-358
359-428
429-483
484-559
560-637
638-716
717-817
818-939
940-1,140
1,141-2,961

Tỷ lệ tử vong do chấn thương cố ý/triệu người vào năm2012
14-65
66-89
90-114
115-137
138-171
172-193
194-226
227-291
292-379
380-2,730

Tổ chức Y tế Thế giới (WHO) đã phát triển Phân loại Quốc tế về nguyên nhân ngoài của chấn thương (ICECI). Theo hệ thống này, chấn thương được phân loại theo: cơ chế chấn thương; đối tượng / chất gây thương tích; nơi xảy ra; hoạt động khi bị thương; vai trò của ý định con người; và các mô-đun bổ sung.
Phân loại này cho phép xác định số lượng chấn thương trong các quần thể cụ thể và nhận diện ca bệnh để nghiên cứu chi tiết hơn về nguyên nhân và nỗ lực phòng ngừa.
Cục thống kê lao động Hoa Kỳ đã phát triển Hệ thống phân loại nghề nghiệp và bệnh tật (OIICS). Dưới chấn thương hệ thống này được phân loại theo: đặc điểm; phần của cơ thể bị ảnh hưởng; nguồn và nguồn phụ, và sự kiện xảy ra.
OIICS lần đầu tiên được xuất bản vào năm 1992 và đã được cập nhật nhiều lần kể từ đó.
Hệ thống phân loại thương tích thể thao Orchard (OSICS) được sử dụng để phân loại chấn thương để cho phép nghiên cứu các chấn thương thể thao cụ thể.